# Homolobus watanabei
Homolobus watanabei är en stekelart som beskrevs av Van Achterberg 1992. Homolobus watanabei ingår i släktet Homolobus och familjen bracksteklar. Inga underarter finns listade i Catalogue of Life.